# Lordotus gibbus
Lordotus gibbus är en tvåvingeart som beskrevs av Friedrich Hermann Loew 1863. Lordotus gibbus ingår i släktet Lordotus och familjen svävflugor. Inga underarter finns listade i Catalogue of Life.